# Paradise Now
Pour plus de détails, voir Fiche technique et Distribution.
Paradise Now (arabe : الجنّة الآن, Aljannah alaan) est un  film franco-germano-néerlando-palestinien coécrit et réalisé par Hany Abu-Assad, sorti en 2005. Le récit se déroule en Cisjordanie et en Israël, et raconte l'histoire fictive de deux kamikazes palestiniens, depuis leurs recrutements jusqu'à l'attentat suicide contre des soldats israéliens.
Il s'agit du premier film palestinien à remporter le Golden Globe du meilleur film en langue étrangère, ainsi que le premier film représentant la Palestine à être nommé à l'Oscar dans la même catégorie.

## Synopsis
Paradise Now suit deux amis d'enfance palestiniens, Saïd et Khaled, qui vivent à Naplouse et ont été recrutés pour exécuter des attentats-suicides dans la ville de Tel-Aviv contre la population locale. Il s'attache à ce qui devrait être leurs derniers jours ensemble.
Leurs chefs qui font partie d'un groupe de terroristes non identifié leur disent que l'attaque aura lieu le lendemain. Tous les deux enregistrent des vidéos où ils glorifient Dieu et leur cause, et disent adieu à leurs familles qui ne sont pas au courant et à leurs proches, tout en essayant de se comporter normalement pour ne pas éveiller de soupçons. Le lendemain, ils se coupent les cheveux, se rasent la barbe et mettent en ordre leurs vêtements, pour avoir l’air d’Israéliens. Le prétexte qu’ils doivent donner, c’est qu'ils vont à un mariage.
Une ceinture explosive est attachée à chacun d’entre eux ; leurs chefs sont les seuls à posséder les clés indispensables pour enlever ces ceintures sans les faire exploser. Leur mission est de faire exploser les bombes au même endroit, un point de contrôle militaire en Israël, à un intervalle de 15 minutes pour que la deuxième bombe tue les policiers arrivés après la première explosion.
Ils traversent la frontière israélienne, mais doivent fuir les gardes. Khaled retourne auprès de leurs chefs, qui ont fui au moment où Saïd arrivait. Ils détachent la ceinture d'explosifs de Khaled et essaient de retrouver Saïd. Khaled croit qu'il est le mieux placé pour le trouver puisqu’il le connait bien, et on lui donne jusqu'à la fin de la journée pour y arriver.
Après que Saïd ait échappé aux gardes, il s’approche d'une colonie israélienne. À un moment donné, il envisage de faire exploser la bombe dans un bus commercial, mais il y renonce quand il voit un enfant à bord. Finalement, Saïd révèle la raison pour laquelle il participe à cet attentat-suicide. En voiture avec Suha, une femme dont il est tombé amoureux – et qui joue le rôle de la conscience  - il explique que son père était un Ameel (un «collaborateur» c’est-à-dire un palestinien travaillant pour les israéliens), qui a été exécuté pour sa trahison. Il accuse les israéliens d’avoir profité de la faiblesse de son père.
Au bout du compte Khaled retrouve Saïd, qui porte encore sa ceinture et qui est sur le point de la faire exploser alors qu’il est couché sur la tombe de son père. Ils reviennent vers leurs chefs, et Saïd les convainc que l’attentat ne doit pas être annulé, parce qu'il est prêt à le faire. Tous deux se rendent à Tel-Aviv. Influencé par Suha, qui a découvert leur plan, Khaled annule son attaque suicide et tente de convaincre Saïd d’y renoncer aussi. Cependant Saïd réussit à ébranler Khaled en faisant semblant d’être d'accord.
Le film se termine par un long shot sur Saïd assis dans un bus qui transporte des soldats israéliens, un zoom s’attarde sur ses yeux, et soudain tout devient blanc.

## Fiche technique
- Titre : Paradise Now
- Titre original : الجنّة الآن
- Réalisation : Hany Abu-Assad
- Scénario : Hany Abu-Assad, Bero Beyer et Pierre Hodgson
- Production : Arte France Cinéma ; Augustus Films ; Razor Films ; Lumen Films ; Lama Films ; Hazazah Films
- Producteur : Bero Beyer, Amir Harel, Gerhard Meixner, Hengameh Panahi, Roman Paul et Pasquale Scimeca
- Distribution : Haut et Court
- Musique : Jina Sumedi
- Photographie : Antoine Héberlé
- Chef décorateur : Olivier Meidinger
- Son : Uve Haussig
- Mixage : Matthias Lempert
- Montage : Sander Vos
- Pays d'origine :  France,  Allemagne,  Pays-Bas,  Palestine[1]
- Format : couleur - 2,35:1 - Dolby Digital - 35 mm
- Genre : drame
- Durée : 90 minutes
- Budget : 2 millions d'euros
- Dates de sortie :
  -  Allemagne : 14 février 2005 (festival de Berlin)
  -  France /  Belgique : 7 septembre 2005

## Distribution
- Kais Nashef : Said
- Ali Suliman : Khaled
- Lubna Azabal : Suha
- Amer Hlehel : Jamal
- Ashraf Barhom : Abu-Karem
- Hiam Abbass : la mère de Said
- Mohammad Bustami : Abu-Salim

## Production
Le film est tourné en scope et en 35 mm, plutôt qu’en DV, pour se différencier des images diffusées par les chaînes d’information.
Le réalisateur cherche à comprendre sans excuser. L'occupation est dénoncée, tout comme cette manière extrême de lutter.
Le réalisateur expose le rituel de préparation des kamikazes. Le film est un témoignage très intime du ressenti invivable de deux amis palestiniens perdus dans un monde sans perspectives.
Loin du bruit et de la fureur, le réalisateur montre les silences et les contradictions des personnages. Il met l'accent sur le paradoxe entre la monstruosité du geste et la banalité du quotidien.
Peu avant leur départ pour réaliser l'attentat, Saïd et Khaled se réunissent avec 11 de leurs amis autour d'une table. Le plan imite le tableau de Léonard de Vinci représentant la Cène.

## Distinctions

### Récompenses
- Berlinale 2005 :
  - Amnesty International Film Prize
  - AGICOA 2005 Blue Angel Award
  - Reader Jury of the Berliner Morgenpost
- Gouden Kalf 2005 : 
  - Meilleur film de long métrage
  - Meilleur montage pour Sander Vos
- Golden Globes 2006 : meilleur film en langue étrangère

### Nominations
- Oscars du cinéma 2006 : meilleur film en langue étrangère